# Набережная (Брянская область)
Набережная (историческое название — Хоповка) — деревня в Карачевском районе Брянской области, в составе Вельяминовского сельского поселения. 
 Расположена в 4 км к северо-востоку от села Вельяминова. 

## История
Упоминается с середины XIX века; до 1929 года — в Карачевском уезде (с 1861 — в составе Дроновской волости, с 1924 в Вельяминовской волости). Состояла в приходе села Вельяминова.
С 1929 в Карачевском районе; входила в состав Вельяминовского сельсовета (с 2005 — сельского поселения). 

В 1964 г. Указом Президиума ВС РСФСР деревня Хоповка переименована в Набережную.

## Население
| 2010 | 2013 |
| ---- | ---- |
| 0    | →0   |

| Годы      | 1866 | 1887 | 1926 | 1979 | 1989 | 2002 | 2010 |
| --------- | ---- | ---- | ---- | ---- | ---- | ---- | ---- |
| Население | 120  | 282  | 557  | 43   | 22   | 7    | 0    |